# Tehreek-e-Labbaik Pakistan
Tehreek-e-Labbaik Pakistan, förkortat TLP  (Urdu: تحریک لبیک پاکستان "Här-är-jag-rörelsen i Pakistan", med hänvisning till en fras använd i islamisk bön) är ett islamistiskt politiskt parti i Pakistan med islamistisk ideologi. Partiet grundades 2015 av predikanten Khadim Hussain Rizvi(en). Khadim ledde partiet fram till sin död den 19 november 2020 då han efterträddes av sin son Saad Hussain Rizvi(en).

## Historik
TLP är kända för omfattande (ofta landsvida) gatudemonstrationer och massiva protester mot varje ändring av Pakistans hädelselagar. Partiet kom till, och växte i storlek och inflytande inför och efter avrättningen 2016 av Mumtaz Qadri(en) som dömts för mordet på Punjabs guvernör Salmaan Taseer 2011. Partiet anser denna avrättning vara orättfärdig och oacceptabel, då Qadri:s mord riktade sig mot en person som engagerat sig mot hädelselagarna.
TLP kräver att Pakistan ska övergå till sharia-lagar genom en gradvis laglig och politisk process. De flesta av partiets medlemmar hör till Barelvi-skolan(en) i islamisk ideologi.
I 2018 års val vann partiet 3 platser (av 168) i den regionala församlingen i Sindh.

### Fallet Asia Bibi
Partiet har blivit omtalat i fallet med Asia Bibi där partiet efter den friande domen mot Bibi den 31 oktober 2018 utverkade en överenskommelse med regeringen att avstå från demonstrationer och blockader av kommunikationer i utbyte mot att Bibi inte fick lämna Pakistan innan ytterligare en överprövning av domen gjorts, vilket bedömdes ta lång tid.
Den 23 november 2018 arresterades Khadim Rizvi och andra TLP-ledare efter beslut av Pakistans regering. En överprövning gjordes som fastslog den frikännande domen redan den 29 januari 2019,  och Asia Bibi tilläts senare under våren 2019 lämna Pakistan och tog sin tillflykt till Kanada som beviljat henne asyl. Rizvi frigavs sedan mot borgen i maj 2019.

### Ledarskifte efter Khadim Rizvis död
Khadim Rizvi avled den 19 november 2020 i en ålder av 54 år i en hjärtattack. Begravningsbön hölls den 21 november under ledning av Rizvis son Saad Hussain Rizvi(en) vid det nationella monumentet Minar-e-Pakistan(en) i närvaro av över 200 000 personer.
Rizvis son Saad Hussain Rizvi(en) utsågs till ny ledare (emir) för TLP den 21 november 2020.